# 乔治·佩尔蒂埃-杜瓦西
乔治·佩尔蒂埃-杜瓦西（法語：Georges Pelletier-Doisy，也译作佩尔蒂埃-窦昔，1892年—1953年），法国飞行员。

## 飞行经历

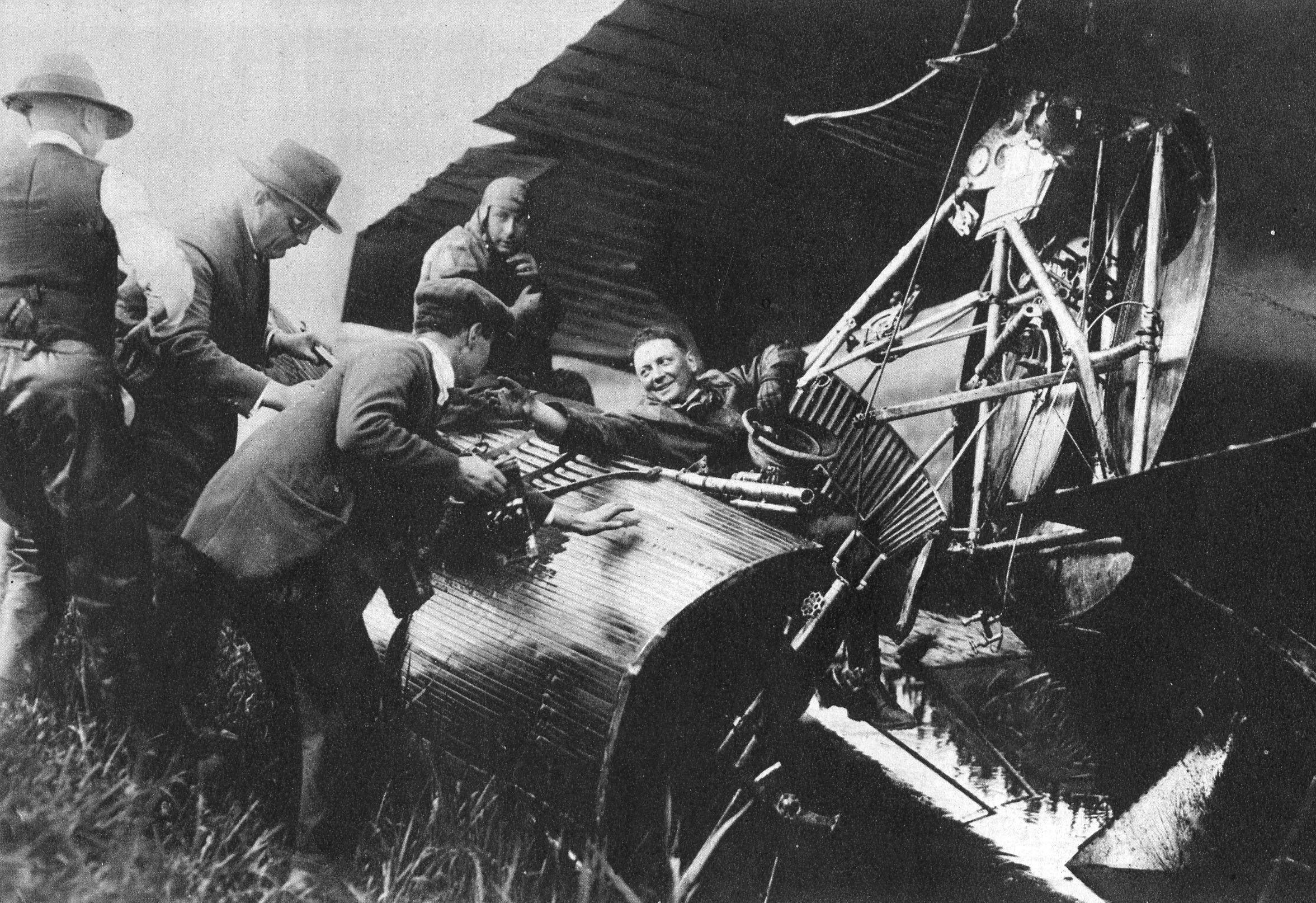
1924年5月20日迫降上海

1924年4月24日早上6点45分，佩尔蒂埃-杜瓦西和机械师贝然（Lucien Besin）驾驶一架“布雷盖19.A.2”型飞机从法国巴黎西郊的维拉库布莱出发，作目的地为日本东京的跨洲长途飞行。1924年5月20日，飞行途中因飞机故障在中国上海跑马场迫降。两人在26天内飞行了10,580 英里（17,037 公里）。佩尔蒂埃-杜瓦西辗转联系到原本在法国结识的中国飞行员朱斌侯，并通过朱斌侯从浙江航空队借到一架“布雷盖14”型飞机，并最终得以继续飞往目的地东京。6月9日中午，佩尔蒂埃-杜瓦西架机抵达日本所泽机场，包括法国大使及日本飞行员滋野清武在内的许多观众在机场迎接他抵达。此次航行共计飞行19,600公里，实际飞行时间120小时，平均时速168公里。

## 备注
1. ↑  一说为布雷盖14型[2]
2. ↑  一说是试图环游世界[3]